# Burmocorynus jarzembowski
Burmocorynus jarzembowski — викопний вид довгоносикоподібних жуків родини Belidae, що існував у пізній крейді (99 млн років тому). Голотип виявлений у бірманському бурштині.

## Опис
Жук завдовжки 6,8 мм. Схожий на сучасного жука Archicorynus, але відрізняється будовою антен і більшими очима.